# Latte fieno
Il latte fieno (in tedesco: Heumilch) è un prodotto tradizionale delle aziende lattiere originario dell'Austria.
Le vacche che producono il latte da fieno non sono alimentate da foraggi fermentanti (insilati), né con mangimi OGM.
Nel 2016 il latte fieno (Heumilch) ha ottenuto dall'Unione europea il riconoscimento di specialità tradizionale garantita (STG) ed è l'unico prodotto di origine austriaca con tale marchio di qualità. Peraltro, la normativa europea prevede la possibilità di effettuare la produzione certificata STG anche in altre zone d'Europa, previa verifica del rispetto del disciplinare di produzione.

## Storia
La produzione del latte da fieno e la sua successiva lavorazione risalgono alle origini della produzione lattiera (circa V secolo a.C.).
Durante il Medioevo, negli Schwaighöfe delle Prealpi e delle montagne del Tirolo si produceva già il formaggio con latte da fieno. Il termine Schwaig proviene dal tedesco medio-alto e rappresenta una forma speciale di insediamento e, in particolare, di allevamento nella regione alpina. Gli Schwaighöfe, già esistenti in Tirolo e a Salisburgo nel XII secolo, sono stati spesso costruiti dai proprietari fondiari come insediamenti permanenti e sono serviti come allevamento da latte per la produzione di latte (in particolare per la produzione di formaggio).
Anche negli alpeggi gli animali sono sempre stati nutriti secondo i criteri applicabili alla produzione del latte da fieno. La produzione di formaggi negli alpeggi è attestata nei documenti e nei certificati risalenti al 1544 relativi all'alpeggio Wildschönauer Holzalm in Tirolo.
Nelle aree montuose, il latte da fieno era originariamente connesso alla produzione di formaggio a pasta dura a partire da latte crudo. Già nel 1900 circa esistevano norme per la produzione del latte da fieno (Milchregulative) per il latte non insilato idoneo alla produzione di formaggio a pasta dura. In Austria, tali leggi hanno costituito nel 1950 la base delle Milchregulative delle province del Tirolo, del Vorarlberg e di Salisburgo.

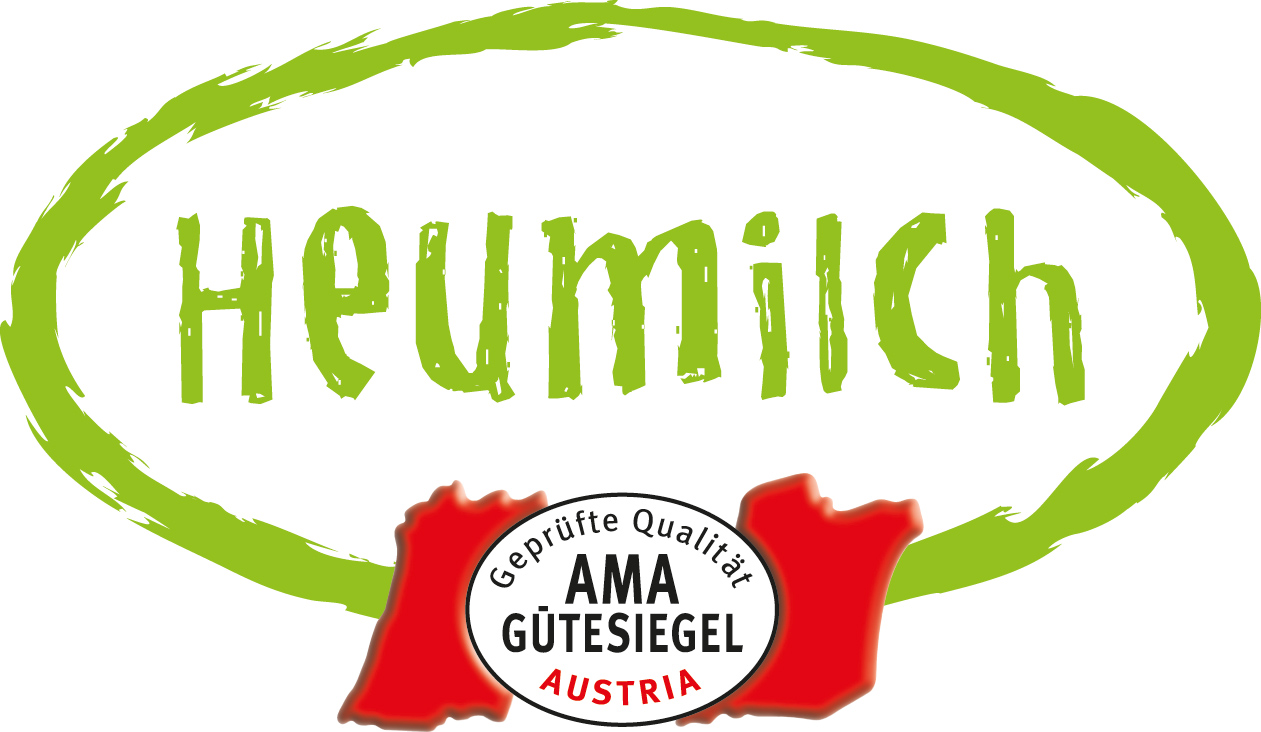
Logo utilizzato in Austria

Nel 1975 le Milchregulative furono armonizzate e adottate dal Milchwirtschaftsfonds (fondo per il settore lattiero) come regole applicabili al latte idoneo alla produzione di formaggi a pasta dura
Dall'inizio degli anni 1980, alcuni produttori di latte da fieno gestiscono le loro aziende anche sulla base di criteri biologici ed ecologici.
Fino al 1993 la precedente autorità austriaca di pianificazione della produzione lattiera, per talune zone di produzione, ha istituito le cosiddette "zone libere da insilati", al fine di preservare la materia prima costituita dal latte da fieno (noto anche come «latte senza insilati» o ancora «latte idoneo alla produzione di formaggi a pasta dura») per la produzione di formaggio crudo. Nel 1995, la zona libera da insilati per il latte da fieno è stata ulteriormente protetta anche dalla direttiva speciale del Ministero federale dell'agricoltura, delle foreste, delle acque e della gestione dell'ambiente per la promozione di un'agricoltura estensiva e rispettosa dell'ambiente e dello spazio naturale (Österreichisches Programm für umweltgerechte Landwirtschaft (programma austriaco per un'agricoltura rispettosa dell'ambiente) («ÖPUL»), misura relativa all'abbandono dell'insilaggio.

## Caratteristiche
Diversamente dal latte "standard" immesso sul mercato, il latte fieno proviene da animali allevati con metodi tradizionali e sostenibili che, in particolare, non prevedono la somministrazione di alimenti fermentati (insilati). L'alimentazione degli animali varia durante le stagioni: in estate gli animali mangiano principalmente il foraggio fresco (erba, leguminose, specie erbacee fresche e parte di fieno essiccato), mentre in inverno  gli animali sono nutriti con foraggi essiccati. Altri mangimi autorizzati sono: colza, granturco, segale da foraggio, barbabietole da foraggio, nonché agglomerati di fieno, erba medica e granturco e altri foraggi simili, frumento, orzo, avena, triticale, segale e granturco (sia miscelate con crusche e pellets), piselli da foraggio, favette, lupini, frutti oleosi, farine di estrazione di semi oleosi, panelli di estrazione. Inoltre, in base alla normativa sulla produzione del latte da fieno (Heumilchregulativ) è vietato l'impiego di animali e mangimi geneticamente modificati.